# Sankt Minas katedral
Sankt Minas katedral (grekiska: Καθεδρικός Ναός Αγίου Μηνά)  är en grekisk-ortodox katedral i Heraklion, Kreta och fungerar som säte för ärkebiskopen av Kreta.

## Kyrkobyggnaden
Katedralen uppfördes under tidsperioden 1862 till 1895. Konstruktionen avbröts under kretensiska revolutionen 1866-1869.  Sankt Minas är en av Greklands största katedraler och rymmer 8000 personer.